# 서산 유상묵 가옥
서산 유상묵 가옥(瑞山 유상묵 가옥)은 대한민국 충청남도 서산시 운산면에 있는 가옥이다. 2005년 10월 31일 충청남도의 민속문화재 제22호로 지정되었다.

## 개요
ㅡ자형의 사랑채와 ㄱ자형의 안채가 나란히 배치되어 있으며, 두 공간은 행랑채와 담장으로 명확히 구별되어 있다. 출입문도 구별되어 각각 안대문과 사랑대문으로 출입할 수 있으며, ㄴ자형의 행랑채 익랑에 있는 중문으로 사랑마당과 안마당으로 통하게 되어있다.
대지전체가 담장으로 구획되어 있으며, 후면은 급한 경사지로 되어있다. 대지전면 담장과 사잇담은 막돌담장으로 되어있고, 후면담장은 토담위에 서까래를 걸러 한식기와를 얹어놓았다.
유상묵가옥은 서산지역에 남아있는 전통적인 양반가옥이다

## 참고 문헌
- 서산유상묵가옥 - 국가유산청 국가유산포털